# Locomotiva FS 603
Le locomotive FS 603 erano un gruppo eterogeneo di locomotive a vapore a vapore saturo con tender, di rodiggio 1-3-0, che le Ferrovie dello Stato italiane acquisirono, in conto riparazioni alla fine della prima guerra mondiale, dalle ferrovie prussiane (Königlich Preussische Eisenbahnverwaltung).

## Storia
Le locomotive del gruppo prussiano G 5, al quale appartenevano le FS 603, erano state costruite a partire dal 1892 in grande numero e in ben 5 serie, da varie industrie tedesche dell'epoca, per conto delle KPEV (Koniglich Preussische Eisenbahnverwaltung). Quelle pervenute dal 1919 alle FS in conto riparazioni al termine della prima guerra mondiale furono 22 ma costituirono un gruppo eterogeneo e con problemi in caso di riparazioni dato che appartenevano a ben tre serie differenti, G51, G52 e G54. 
La loro carriera in Italia fu breve: furono demolite tutte tra il 1932 e il 1936. Oltre all'obsolescenza influiva molto l'onerosità delle riparazioni che richiedevano spesso l'invio delle macchine alle fabbriche originali. Tra il 1921 e il 1924 ben 109 delle 200 locomotive incorporate nel parco FS vennero inviate in Germania per le grandi riparazioni.

### Locomotive ex G 51
La prima serie, a semplice espansione e con distribuzione "Allan" interna al telaio, era costituita dalle unità 603.011 (costruita nel 1899) e 603.012 (del 1901). Ambedue vennero demolite all'inizio degli anni trenta.

### Locomotive ex G 52
Le otto locomotive costituivano la versione a doppia espansione del precedente gruppo; costruite tra il 1896 e il 1901 furono immatricolate come 603.002-009. L'ultima delle otto, la 002, fu demolita nel 1936.

### Locomotive ex G 54
Le locomotive della quarta serie, versione migliorata con motore più potente a doppia espansione, erano anche quelle con migliore qualità di marcia in virtù del carrello Krauss-Helmoltz, che permetteva la diminuzione del passo rigido della locomotiva. Era stata anche adottata la distribuzione esterna di tipo Walschaerts. Le locomotive di tale serie erano le 603.001, 010, e 013-022. Anch'esse furono demolite entro il 1936.

## Caratteristiche tecniche
Le locomotive del gruppo 603 FS erano delle locomotive a vapore per treni merci, a doppia espansione (eccetto le 603.011 e 012 che erano a semplice espansione in quanto ex-Kpev G51), con rodiggio (1-3-0) simile a quelle del gruppo 600 FS. Le serie ex-G51 e G52 avevano il meccanismo della distribuzione tipo Allan interno al telaio mentre le ex-G54 lo avevano esterno con meccanismo di azionamento Walschaerts. Il carrello anteriore differiva nelle varie unità da quello tipo Adams della 1ª serie (G51) a quello Krauss-Helmoltz delle ultime. La loro velocità massima era in origine di 65 km/h. Alla locomotiva era accoppiato un tender a tre assi.
Anche se inquadrate nello stesso "gruppo 603" le locomotive presentavano caratteristiche di prestazione diverse in quanto diverse erano le motorizzazioni. Dopo vari cicli di prova eseguiti a cura dell'Ufficio Trazione delle Ferrovie dello Stato vennero stabiliti i parametri di utilizzo e la prestazione tabellare. (La prestazione indicata è calcolata su un'ascesa del 3 per mille e alla velocità di 40 km/h):
- 603.011-012: motore a semplice espansione con 2 cilindri del diametro di 450 mm; potenza attribuita, 540 CV, prestazione 560 tonnellate.
- 603.002-009: motore a doppia espansione con cilindri del diametro di 480 mm/690 mm, rispettivamente per alta e bassa pressione; potenza attribuita, 570 CV, prestazione 675 tonnellate.
- 603.001, 010 e 013-022: motore a doppia espansione con cilindri del diametro di 500 mm e 750 mm, rispettivamente per alta e bassa pressione; la potenza attribuita a tali locomotive era di 590 CV con una prestazione di 710 tonnellate.